# Campionati del mondo di atletica leggera 1987 - 1500 metri piani maschili
La gara dei 1500 metri piani maschili dei Campionati del mondo di atletica leggera 1987 si è svolta tra il 3 settembre e il 6 settembre.

## Podio
| Pos.    | Atleta             | Nazionalità | Tempo   |
| ------- | ------------------ | ----------- | ------- |
| Oro     | Abdi Bile          | Somalia     | 3'36"80 |
| Argento | José Luis González | Spagna      | 3'38"03 |
| Bronzo  | Jim Spivey         | Stati Uniti | 3'38"82 |

## Situazione pre-gara

### Record
Prima di questa competizione, il record del mondo (RM) e il record dei campionati (RC) erano i seguenti:
| Record                | Prestazione | Atleta                 | Data                                                   | Competizione  |
| --------------------- | ----------- | ---------------------- | ------------------------------------------------------ | ------------- |
| Record mondiale       | 3'29"46     | Saïd Aouita Marocco    | 23 agosto 1985 Berlino, Repubblica Democratica Tedesca |               |
| Record dei campionati | 3'41"59     | Steve Cram Regno Unito | 14 agosto 1983 Helsinki, Finlandia                     | Mondiali 1983 |

### Campioni in carica
I campioni in carica a livello olimpico e mondiale erano:
| Campione | Atleta                    | Prestazione | Data                                    | Competizione         |
| -------- | ------------------------- | ----------- | --------------------------------------- | -------------------- |
| Olimpico | Sebastian Coe Regno Unito | 3'32”53     | 11 agosto 1984 Los Angeles, Stati Uniti | Giochi olimpici 1984 |
| Mondiale | Steve Cram Regno Unito    | 3'41"59     | 14 agosto 1983 Helsinki, Finlandia      | Mondiali 1983        |

### La stagione
Prima di questa gara, gli atleti con le migliori tre prestazioni dell'anno erano:
| Pos. | Atleta                 | Prestazione | Data                                                    |
| ---- | ---------------------- | ----------- | ------------------------------------------------------- |
| 1    | Saïd Aouita Marocco    | 3'30"69     | 4 luglio 1987 Oslo, Norvegia                            |
| 2    | Steve Cram Regno Unito | 3'31"43     | 19 agosto 1987 Zurigo, Svizzera                         |
| 3    | Abdi Bile Somalia      | 3'31"71     | 16 agosto 1987 Colonia, Repubblica Federale di Germania |

## Risultati[3][4]

### Turni eliminatori
| 3 Batterie   | 3 settembre | 39 iscritti    | Si qualificano i primi 4 (Q) + i 12 migliori tempi (q). |
| 2 Semifinali | 4 settembre | 12 + 12        | Si qualificano i primi 5 (Q)+ i 2 migliori tempi (q).   |
| Finale       | 6 settembre | 12 concorrenti |                                                         |

### Batterie
Giovedì 3 settembre 1987
| Pos. | Atleta            | Nazione     | Tempo   | Note |
| ---- | ----------------- | ----------- | ------- | ---- |
| 1    | Omer Khalifa      | Sudan       | 3'41”93 | Q    |
| 2    | Steve Cram        | Regno Unito | 3'42”05 | Q    |
| 3    | Peter Rono        | Kenya       | 3'42”26 | Q    |
| 4    | Steve Scott       | Stati Uniti | 3'42”43 | Q    |
| 5    | Rémy Geoffroy     | Francia     | 3'42”45 | q    |
| 6    | Mike Hillardt     | Australia   | 3'42”79 | q    |
| 7    | Peter Wirz        | Svizzera    | 3'43”00 |      |
| 8    | Ray Flynn         | Irlanda     | 3'43”06 |      |
| 9    | Andrés Vera       | Spagna      | 3'43”24 |      |
| 10   | David Campbell    | Canada      | 3'43”80 |      |
| 11   | Dieudonne Kwizera | Burundi     | 3'44”36 |      |
| 12   | Manuel Balmaceda  | Cile        | 3'49”52 |      |
| 13   | Ari Suhonen       | Finlandia   | dns     |      |

| Pos. | Atleta                    | Nazione             | Tempo   | Note  |
| ---- | ------------------------- | ------------------- | ------- | ----- |
| 1    | Abdi Bile                 | Somalia             | 3'38”05 | Q     |
| 2    | Jens-Peter Herold         | Germania Est        | 3'38”10 | Q     |
| 3    | Steve Crabb               | Regno Unito         | 3'38”11 | Q     |
| 4    | Peter Bourke              | Australia           | 3'38”18 | Q     |
| 5    | Marcus O'Sullivan         | Irlanda             | 3'38”20 | Q     |
| 6    | Dieter Baumann            | Germania Ovest      | 3'38”31 | q     |
| 7    | Mogens Guldberg           | Danimarca           | 3'38”67 | q     |
| 8    | Joseph Chesire            | Kenya               | 3'38”71 | q     |
| 9    | Teofilo Benito            | Spagna              | 3'38”90 | q     |
| 10   | Zeki Öztürk               | Turchia             | 3'40”38 | q     |
| 11   | Chuck Aragon              | Stati Uniti         | 3'40”82 | q     |
| 12   | Getahun Ayana             | Etiopia             | 3'42”29 |       |
| 13   | Mohamed Abdullah Moubarak | Emirati Arabi Uniti | dns     | [ 5 ] |

| Pos. | Atleta                     | Nazione          | Tempo   | Note |
| ---- | -------------------------- | ---------------- | ------- | ---- |
| 1    | Charles Kipkoech Cheruiyot | Kenya            | 3'40”22 | Q    |
| 2    | José Luis González         | Spagna           | 3'40”28 | Q    |
| 3    | Han Kulker                 | Paesi Bassi      | 3'40”32 | Q    |
| 4    | Jim Spivey                 | Stati Uniti      | 3'40”48 | Q    |
| 5    | Uwe Becker                 | Germania Ovest   | 3'40”63 | q    |
| 6    | Leonid Masunov             | Unione Sovietica | 3'40”68 | q    |
| 7    | Mário Silva                | Portogallo       | 3'40”99 | q    |
| 8    | Adrian Passey              | Regno Unito      | 3'41”44 |      |
| 9    | Markus Hacksteiner         | Svizzera         | 3'42”04 |      |
| 10   | Pat Scammell               | Australia        | 3'44”93 |      |
| 11   | Gerry O'Reilly             | Irlanda          | 3'45”77 |      |
| 12   | Johnny Kroon               | Svezia           | 3'49”06 |      |
| 13   | Moctar El                  | Mauritania       | dnf     |      |

### Semifinali
Venerdì 4 settembre 1987
| Pos. | Atleta             | Nazione          | Tempo   | Note |
| ---- | ------------------ | ---------------- | ------- | ---- |
| 1    | Abdi Bile          | Somalia          | 3'35”67 | Q    |
| 2    | José Luis González | Spagna           | 3'35”68 | Q    |
| 3    | Steve Cram         | Regno Unito      | 3'35”78 | Q    |
| 4    | Joseph Chesire     | Kenya            | 3'35”82 | Q    |
| 5    | Steve Scott        | Stati Uniti      | 3'35”91 | Q    |
| 6    | Han Kulker         | Paesi Bassi      | 3'36”08 | q    |
| 7    | Rémy Geoffroy      | Francia          | 3'37”47 | q    |
| 8    | Leonid Masunov     | Unione Sovietica | 3'38”24 |      |
| 9    | Peter Bourke       | Australia        | 3'38”42 |      |
| 10   | Chuck Aragon       | Stati Uniti      | 3'39”45 |      |
| 11   | Zeki Öztürk        | Turchia          | 3'42”17 |      |
| 12   | Dieter Baumann     | Germania Ovest   | 3'47”71 |      |

| Pos. | Atleta                     | Nazione        | Tempo   | Note |
| ---- | -------------------------- | -------------- | ------- | ---- |
| 1    | Jens-Peter Herold          | Germania Est   | 3'40”57 | Q    |
| 2    | Jim Spivey                 | Stati Uniti    | 3'40”63 | Q    |
| 3    | Charles Kipkoech Cheruiyot | Kenya          | 3'40”64 | Q    |
| 4    | Omer Khalifa               | Sudan          | 3'40”79 | Q    |
| 5    | Michael Hillardt           | Australia      | 3'40”95 | Q    |
| 6    | Mario Silva                | Portogallo     | 3'41”12 |      |
| 7    | Marcus O'Sullivan          | Irlanda        | 3'41”24 |      |
| 8    | Teófilo Benito             | Spagna         | 3'41”89 |      |
| 9    | Steve Crabb                | Regno Unito    | 3'42”12 |      |
| 10   | Uwe Becker                 | Germania Ovest | 3'43”73 |      |
| 11   | Peter Rono                 | Kenya          | 3'44”76 |      |
| 12   | Mogens Guldberg            | Danimarca      | 3'50”79 |      |

### Finale
Domenica 6 settembre 1987
| Pos.    | Atleta                     | Età | Nazione          | Tempo   | Nota  |
| ------- | -------------------------- | --- | ---------------- | ------- | ----- |
| Oro     | Abdi Bile                  | 24  | Somalia          | 3'36"80 |       |
| Argento | José Luis González         | 29  | Spagna           | 3'38"03 |       |
| Bronzo  | Jim Spivey                 | 27  | Unione Sovietica | 3'38"82 |       |
| 4       | Joseph Chesire             | 29  | Kenya            | 3'39"36 |       |
| 5       | Omer Khalifa               | 30  | Sudan            | 3'39"81 |       |
| 6       | Jens-Peter Herold          | 22  | Germania Est     | 3'40"14 |       |
| 7       | Michael Hillardt           | 26  | Australia        | 3'40"23 |       |
| 8       | Steve Cram                 | 26  | Regno Unito      | 3'41"19 |       |
| 9       | Han Kulker                 | 28  | Paesi Bassi      | 3'42"16 |       |
| 10      | Rémy Geoffroy              | 24  | Francia          | 3'43"03 | [ 6 ] |
| 11      | Charles Kipkoech Cheruiyot | 22  | Kenya            | 3'44"54 |       |
| 12      | Steve Scott                | 31  | Stati Uniti      | 3'45"92 |       |